# 兵庫県道562号佐用停車場線
兵庫県道562号佐用停車場線（ひょうごけんどう562ごう さようていしゃじょうせん）は、兵庫県佐用郡佐用町を通る一般県道である。

## 概要
佐用郡佐用町佐用のJR西日本姫新線・智頭急行智頭線 佐用駅前から国道179号交点に至る。

### 路線データ
- 起点：佐用郡佐用町佐用（JR西日本姫新線・智頭急行智頭線 佐用駅前）
- 終点：佐用郡佐用町佐用（佐用小学校南交差点、国道179号交点）
- 総延長：568 m

## 地理

### 通過する自治体
- 佐用郡佐用町

### 交差する道路
| 交差する道路             | 交差する場所 | 交差する場所              |
| ------------------------ | ------------ | ------------------------- |
| 国道179号 国道373号 重複 | 佐用         | 佐用小学校南交差点 / 終点 |

### 沿線
- 佐用町役場
- JR西日本姫新線・智頭急行智頭線 佐用駅
- 佐用郵便局
- 佐用町立佐用小学校
- 兵庫県立佐用高等学校（終点付近）